# Llista de monuments d'Andorra
Llista de monuments d'Andorra protegits com a béns immobles declarats en l'Inventari general del patrimoni cultural d'Andorra. Es classifiquen en Béns d'Interès Cultural (BIC) en la classe de monuments per ser obres d'arquitectura, o altres obres materials produïdes per l'activitat humana, rellevants del patrimoni cultural d'Andorra; i en Béns immobles Inventariats (BI) pel seu interès històric, artístic o cultural.

## Canillo
| Monument                            | Protecció | Estil                                      | Època                                 | Localització                                       | Coordenades                                           | Codi? | Imatge |
| ----------------------------------- | --------- | ------------------------------------------ | ------------------------------------- | -------------------------------------------------- | ----------------------------------------------------- | ----- | --- |
| Església de la Santa Creu           | BIC       | arquitectura popular d'època barroca       | final segle XVII-principi segle XVIII | Canillo camí vell de Prats                         | 42° 33′ 57″ N, 1° 35′ 59″ E / 42.56585°N,1.59974°E    | 34    | Església de la Santa Creu · Vegeu més fotos d'aquest monument · Carregueu una nova foto d'aquest monument           |
| Església de Sant Bartomeu de Soldeu | BIC       | arquitectura popular d'època barroca       | segles XVII-XVIII                     | Canillo c. Calbó, Soldeu                           | 42° 34′ 37″ N, 1° 40′ 03″ E / 42.576864°N,1.667558°E  | 32    | Església de Sant Bartomeu de Soldeu · Vegeu més fotos d'aquest monument · Carregueu una nova foto d'aquest monument |
| Església de Sant Joan de Caselles   | BIC       | romànic                                    | segles xi i xii                       | Canillo ctra. general 2                            | 42° 34′ 15″ N, 1° 36′ 28″ E / 42.57089°N,1.60778°E    | 19    | Església de Sant Joan de Caselles · Vegeu més fotos d'aquest monument · Carregueu una nova foto d'aquest monument   |
| Església de Sant Miquel de Prats    | BIC       | romànic                                    | segles XII-XIII                       | Canillo Prats                                      | 42° 33′ 37″ N, 1° 35′ 38″ E / 42.56039°N,1.59389°E    | 35    | Església de Sant Miquel de Prats · Vegeu més fotos d'aquest monument · Carregueu una nova foto d'aquest monument    |
| Església de Sant Pere del Tarter    | BIC       | arquitectura popular d'època barroca       | segles XVI                            | Canillo el Tarter                                  | 42° 34′ 43″ N, 1° 39′ 11″ E / 42.57872°N,1.65315°E    | 33    | Església de Sant Pere del Tarter · Vegeu més fotos d'aquest monument · Carregueu una nova foto d'aquest monument    |
| Església de Sant Serni de Canillo   | BIC       | arquitectura popular d'època barroca       | segles XVII-XVIII                     | Canillo placeta de Sant Serni                      | 42° 34′ 03″ N, 1° 35′ 51″ E / 42.56754°N,1.59752°E    | 31    | Església de Sant Serni de Canillo · Vegeu més fotos d'aquest monument · Carregueu una nova foto d'aquest monument   |
| Santuari nou de Meritxell           | BIC       | arquitectura contemporània (Ricard Bofill) | 1975                                  | Canillo Meritxell                                  | 42° 33′ 17″ N, 1° 35′ 27″ E / 42.554811°N,1.590862°E  | 37    | Santuari nou de Meritxell · Vegeu més fotos d'aquest monument · Carregueu una nova foto d'aquest monument           |
| Santuari vell de Meritxell          | BIC       | arquitectura popular d'època barroca       | segle XVII                            | Canillo Meritxell                                  | 42° 33′ 18″ N, 1° 35′ 27″ E / 42.555125°N,1.590748°E  | 36    | Santuari vell de Meritxell · Vegeu més fotos d'aquest monument · Carregueu una nova foto d'aquest monument          |
| Gravats de la Roca de les Bruixes   | BIC       | gravats rupestres                          | prehistòria, medieval                 | Canillo Bosc de la partida de Rep, al sud de Prats | 42° 33′ 15″ N, 1° 35′ 48″ E / 42.554232°N,1.5967080°E | 125   | Gravats de la Roca de les Bruixes · Vegeu més fotos d'aquest monument · Carregueu una nova foto d'aquest monument   |
| Meners de Ransol                    | BIC       | mina                                       | segles XVII-XIX                       | Canillo                                            |                                                       | 124   | Carregueu una nova foto d'aquest monument                                                                           |
| Escoles de Canillo                  | BI        | arquitectura de granit                     | 1963-1965                             | Canillo c. dels Equirolets, s/n                    | 42° 34′ 04″ N, 1° 35′ 52″ E / 42.567900°N,1.597898°E  | 79    | Escoles de Canillo · Vegeu més fotos d'aquest monument · Carregueu una nova foto d'aquest monument                  |

## Encamp
| Monument                               | Protecció | Estil                                               | Època                                | Localització                            | Coordenades                                          | Codi? | Imatge |
| -------------------------------------- | --------- | --------------------------------------------------- | ------------------------------------ | --------------------------------------- | ---------------------------------------------------- | ----- | --- |
| Balma del Llunci                       | BIC       | balma, hàbitat a l'aire lliure                      | Neolític                             | Encamp al peu del roc de l'Oral         |                                                      | 126   | Carregueu una nova foto d'aquest monument                                                                              |
| Església de Sant Marc i Santa Maria    | BIC       | romànic / arquitectura popular d'època barroca      | segle xii / segles XVI-XVIII         | Encamp cementiri d'Encamp               | 42° 31′ 59″ N, 1° 34′ 19″ E / 42.53302°N,1.57207°E   | 40    | Església de Sant Marc i Santa Maria · Vegeu més fotos d'aquest monument · Carregueu una nova foto d'aquest monument    |
| Església de Sant Miquel de la Mosquera | BIC       | arquitectura popular d'època barroca                | segle XVI                            | Encamp c. de Sant Miquel de la Mosquera | 42° 32′ 06″ N, 1° 34′ 55″ E / 42.53510°N,1.58184°E   | 39    | Església de Sant Miquel de la Mosquera · Vegeu més fotos d'aquest monument · Carregueu una nova foto d'aquest monument |
| Església de Sant Romà de les Bons      | BIC       | romànic                                             | segle xii (1164)                     | Encamp les Bons                         | 42° 32′ 20″ N, 1° 35′ 13″ E / 42.53893°N,1.58701°E   | 23    | Església de Sant Romà de les Bons · Vegeu més fotos d'aquest monument · Carregueu una nova foto d'aquest monument      |
| Església de Sant Romà de Vila          | BIC       | romànic                                             | segle XII                            | Encamp Vila                             | 42° 31′ 53″ N, 1° 34′ 04″ E / 42.53126°N,1.56772°E   | 41    | Església de Sant Romà de Vila · Vegeu més fotos d'aquest monument · Carregueu una nova foto d'aquest monument          |
| Església i Comunidor de Santa Eulàlia  | BIC       | romànic / arq. relig. d'èp. barroca / arq. contemp. | segle xii, segles XVI-XVII, segle XX | Encamp c. Mossèn Ermengol               | 42° 32′ 05″ N, 1° 34′ 36″ E / 42.53477°N,1.57666°E   | 38    | Església i Comunidor de Santa Eulàlia · Vegeu més fotos d'aquest monument · Carregueu una nova foto d'aquest monument  |
| Hotel Rosaleda                         | BIC       | arquitectura de granit                              | 1943                                 | Encamp av. Copríncep Francès, 13        | 42° 32′ 14″ N, 1° 35′ 00″ E / 42.537147°N,1.583426°E | 30    | Hotel Rosaleda · Vegeu més fotos d'aquest monument · Carregueu una nova foto d'aquest monument                         |
| Torre dels Moros (Castell de les Bons) | BIC       | arquitectura popular                                | segles XIII-XVI                      | Encamp Les Bons                         | 42° 32′ 22″ N, 1° 35′ 14″ E / 42.539323°N,1.587097°E | 42    | Torre dels Moros (Castell de les Bons) · Vegeu més fotos d'aquest monument · Carregueu una nova foto d'aquest monument |
| Cal Cristo                             | BI        | arquitectura de granit                              | segles XVIII-XIX                     | Encamp C. dels Cavallers, 2             | 42° 32′ 07″ N, 1° 34′ 57″ E / 42.535215°N,1.582547°E | 175   | Cal Cristo · Vegeu més fotos d'aquest monument · Carregueu una nova foto d'aquest monument                             |
| Casa dels empleats de FHASA            | BI        | arquitectura de granit                              | 1932                                 | Encamp Av. de la Bartra, s/n            | 42° 30′ 57″ N, 1° 33′ 13″ E / 42.515844°N,1.553540°E | 84    | Casa dels empleats de FHASA · Vegeu més fotos d'aquest monument · Carregueu una nova foto d'aquest monument            |
| Central auxiliar de FHASA              | BI        | arquitectura de granit                              | 1931                                 | Encamp Av. de la Bartra, s/n            | 42° 30′ 55″ N, 1° 33′ 10″ E / 42.515200°N,1.552733°E | 85    | Central auxiliar de FHASA · Vegeu més fotos d'aquest monument · Carregueu una nova foto d'aquest monument              |
| Central de FHASA                       | BI        | arquitectura de granit                              | 1931-1934                            | Encamp avinguda de la Bartra, s/n       | 42° 30′ 54″ N, 1° 33′ 13″ E / 42.515070°N,1.553526°E | 81    | Central de FHASA · Vegeu més fotos d'aquest monument · Carregueu una nova foto d'aquest monument                       |
| Colomer de Cotxa                       | BI        | arquitectura popular                                | segle XVI                            | Encamp Les Bons                         | 42° 32′ 20″ N, 1° 35′ 12″ E / 42.538905°N,1.586542°E | 148   | Colomer de Cotxa · Vegeu més fotos d'aquest monument · Carregueu una nova foto d'aquest monument                       |
| Emissora de Sud-Ràdio                  | BI        | arquitectura contemporània                          | 1964                                 | Encamp                                  | 42° 32′ 06″ N, 1° 43′ 01″ E / 42.534975°N,1.717026°E | 141   | Emissora de Sud-Ràdio · Vegeu més fotos d'aquest monument · Carregueu una nova foto d'aquest monument                  |
| Mur de la carretera a l'alçada de FEDA | BI        | arquitectura de granit                              | 1931                                 | Encamp Av. de la Bartra, s/n            | 42° 30′ 53″ N, 1° 33′ 13″ E / 42.514810°N,1.553675°E | 82    | Mur de la carretera a l'alçada de FEDA · Vegeu més fotos d'aquest monument · Carregueu una nova foto d'aquest monument |
| Pont de FHASA                          | BI        | arquitectura de granit                              | 1931                                 | Encamp Av. de la Bartra, s/n            | 42° 30′ 55″ N, 1° 33′ 12″ E / 42.515402°N,1.553436°E | 83    | Pont de FHASA · Vegeu més fotos d'aquest monument · Carregueu una nova foto d'aquest monument                          |
| Presa d'Engolasters                    | BI        | arquitectura de granit                              | 1931                                 | Encamp Engolasters                      | 42° 31′ 06″ N, 1° 33′ 56″ E / 42.518287°N,1.565602°E | 86    | Presa d'Engolasters · Vegeu més fotos d'aquest monument · Carregueu una nova foto d'aquest monument                    |
| Ràdio Andorra                          | BI        | arquitectura de granit                              | 1938                                 | Encamp carretera general, 2             | 42° 31′ 44″ N, 1° 34′ 11″ E / 42.528774°N,1.569813°E | 80    | Ràdio Andorra · Vegeu més fotos d'aquest monument · Carregueu una nova foto d'aquest monument                          |

## Ordino
| Monument                               | Protecció | Estil                                          | Època                                      | Localització                                  | Coordenades                                          | Codi? | Imatge |
| -------------------------------------- | --------- | ---------------------------------------------- | ------------------------------------------ | --------------------------------------------- | ---------------------------------------------------- | ----- | --- |
| Cabanes del Castellar                  | BIC       | arquitectura popular                           | segles XIX-XX                              | Ordino comarca del Castellar                  | 42° 38′ 00″ N, 1° 30′ 41″ E / 42.633437°N,1.511423°E | 51    | Carregueu una nova foto d'aquest monument                                                                              |
| Capella de casa Rossell                | BIC       | arquitectura popular d'època barroca           | segle XVIII                                | Ordino c. dels Cóms                           | 42° 33′ 23″ N, 1° 32′ 01″ E / 42.556331°N,1.533735°E | 54    | Capella de casa Rossell · Vegeu més fotos d'aquest monument · Carregueu una nova foto d'aquest monument                |
| Casa d'Areny-Plandolit                 | BIC       | arquitectura popular                           | 1633                                       | Ordino c. Major                               | 42° 33′ 24″ N, 1° 32′ 02″ E / 42.55665°N,1.53379°E   | 47    | Casa d'Areny-Plandolit · Vegeu més fotos d'aquest monument · Carregueu una nova foto d'aquest monument                 |
| Casa Rossell                           | BIC       | arquitectura popular                           | segle XVII                                 | Ordino c. dels Portals                        | 42° 33′ 23″ N, 1° 32′ 01″ E / 42.556331°N,1.533735°E | 49    | Casa Rossell · Vegeu més fotos d'aquest monument · Carregueu una nova foto d'aquest monument                           |
| Colomer de casa Rossell                | BIC       | arquitectura popular                           | segle XVIII                                | Ordino c. dels Cóms                           | 42° 33′ 23″ N, 1° 32′ 01″ E / 42.556331°N,1.533735°E | 53    | Colomer de casa Rossell · Vegeu més fotos d'aquest monument · Carregueu una nova foto d'aquest monument                |
| Església de Sant Corneli i Sant Cebrià | BIC       | arquitectura popular d'època barroca           | segles XVI, xviii i xix                    | Ordino la Placeta                             | 42° 33′ 24″ N, 1° 31′ 59″ E / 42.55680°N,1.53294°E   | 43    | Església de Sant Corneli i Sant Cebrià · Vegeu més fotos d'aquest monument · Carregueu una nova foto d'aquest monument |
| Església de Sant Martí de la Cortinada | BIC       | romànic / arquitectura popular d'època barroca | segles xi i xii, segle XVII                | Ordino carretera general 3, la Cortinada      | 42° 34′ 36″ N, 1° 31′ 04″ E / 42.57667°N,1.51773°E   | 24    | Església de Sant Martí de la Cortinada · Vegeu més fotos d'aquest monument · Carregueu una nova foto d'aquest monument |
| Església de Sant Miquel d'Ansalonga    | BIC       | arquitectura popular d'època barroca           | segle XVII                                 | Ordino carretera general 3, Ansalonga         | 42° 34′ 06″ N, 1° 31′ 18″ E / 42.568411°N,1.521557°E | 52    | Església de Sant Miquel d'Ansalonga · Vegeu més fotos d'aquest monument · Carregueu una nova foto d'aquest monument    |
| Església de Sant Pere del Serrat       | BIC       | arquitectura popular d'època barroca           | segles XVI-XVII                            | Ordino camí de Sant Pere, el Serrat           | 42° 37′ 05″ N, 1° 32′ 17″ E / 42.61816°N,1.53813°E   | 44    | Església de Sant Pere del Serrat · Vegeu més fotos d'aquest monument · Carregueu una nova foto d'aquest monument       |
| Església de Sant Roc de Sornàs         | BIC       | arquitectura popular d'època barroca           | 1750                                       | Ordino pl. del Poble, Sornàs                  | 42° 33′ 54″ N, 1° 31′ 40″ E / 42.565072°N,1.527775°E | 46    | Església de Sant Roc de Sornàs · Vegeu més fotos d'aquest monument · Carregueu una nova foto d'aquest monument         |
| Església de Sant Serni de Llorts       | BIC       | arquitectura popular d'època barroca           | segle XVII                                 | Ordino carretera general 3, Llorts            | 42° 35′ 47″ N, 1° 31′ 36″ E / 42.596396°N,1.526638°E | 45    | Església de Sant Serni de Llorts · Vegeu més fotos d'aquest monument · Carregueu una nova foto d'aquest monument       |
| Església de Santa Bàrbara              | BIC       | arquitectura popular d'època barroca           | segle XVII                                 | Ordino prats de Santa Bàrbara                 | 42° 33′ 20″ N, 1° 31′ 45″ E / 42.55556°N,1.52927°E   | 50    | Església de Santa Bàrbara · Vegeu més fotos d'aquest monument · Carregueu una nova foto d'aquest monument              |
| Gravats de la Terra de la Mola         | BIC       | gravats rupestres                              | Prehistòria, època medieval, època moderna | Ordino Ctra. general 3, km 9, quart de Sornàs |                                                      | 129   | Carregueu una nova foto d'aquest monument                                                                              |
| Gravats de Sornàs                      | BIC       | gravats rupestres                              |                                            | Ordino                                        | 42° 33′ 56″ N, 1° 31′ 39″ E / 42.565421°N,1.527424°E | 130   | Carregueu una nova foto d'aquest monument                                                                              |
| Mina de la cabana dels Meners          | BIC       | mina                                           | Segles XVII-XIX                            | Ordino                                        |                                                      | 132   | Carregueu una nova foto d'aquest monument                                                                              |
| Mina de Llorts                         | BIC       | mina                                           | Segle xix                                  | Ordino Ctra. general 3                        | 42° 35′ 59″ N, 1° 31′ 58″ E / 42.599846°N,1.532692°E | 131   | Carregueu una nova foto d'aquest monument                                                                              |
| Mola i serradora de cal Pal            | BIC       | arquitectura popular                           | segles XVI-XVII                            | Ordino carretera general 3. La Cortinada      | 42° 34′ 37″ N, 1° 31′ 04″ E / 42.576871°N,1.517839°E | 48    | Mola i serradora de cal Pal · Vegeu més fotos d'aquest monument · Carregueu una nova foto d'aquest monument            |
| Cal Batlle i la seva era               | BI        | arquitectura popular                           | Segle XV                                   | Ordino Cami vell, s/n                         | 42° 34′ 32″ N, 1° 31′ 10″ E / 42.575532°N,1.519416°E | 147   | Cal Batlle i la seva era · Vegeu més fotos d'aquest monument · Carregueu una nova foto d'aquest monument               |
| Cal Pal                                | BI        | arquitectura popular                           | segles XV-XIX                              | Ordino carretera general 3. La Cortinada      | 42° 34′ 33″ N, 1° 31′ 08″ E / 42.575880°N,1.518912°E | 165   | Cal Pal · Vegeu més fotos d'aquest monument · Carregueu una nova foto d'aquest monument                                |
| Casa Blanca i annexes                  | BI        | arquitectura popular                           | segles XVI-XVII                            | Ordino camí dels Fargaires. Segudet           | 42° 33′ 27″ N, 1° 32′ 17″ E / 42.557599°N,1.538003°E | 149   | Casa Blanca i annexes · Vegeu més fotos d'aquest monument · Carregueu una nova foto d'aquest monument                  |
| Escoles d'Ordino                       | BI        | arquitectura de granit                         | 1963                                       | Ordino c. Antoni Fiter i Rossell, s/n         | 42° 33′ 22″ N, 1° 32′ 08″ E / 42.556155°N,1.535527°E | 88    | Escoles d'Ordino · Vegeu més fotos d'aquest monument · Carregueu una nova foto d'aquest monument                       |
| Hotel Casamanya                        | BI        | arquitectura de granit                         | Segle XX                                   | Ordino Carretera General 3                    | 42° 33′ 20″ N, 1° 32′ 02″ E / 42.555549°N,1.533879°E | 87    | Hotel Casamanya · Vegeu més fotos d'aquest monument · Carregueu una nova foto d'aquest monument                        |

## La Massana
| Monument                                | Protecció | Estil                                          | Època                               | Localització                                 | Coordenades                                          | Codi? | Imatge |
| --------------------------------------- | --------- | ---------------------------------------------- | ----------------------------------- | -------------------------------------------- | ---------------------------------------------------- | ----- | --- |
| Casa Rull                               | BIC       | arquitectura popular                           | 1723                                | La Massana c. Major, 26, Sispony             | 42° 31′ 57″ N, 1° 30′ 51″ E / 42.53245°N,1.51427°E   | 145   | Casa Rull · Vegeu més fotos d'aquest monument · Carregueu una nova foto d'aquest monument                               |
| Església de Sant Andreu d'Arinsal       | BIC       | arquitectura popular d'època barroca           | segle XVII                          | La Massana Arinsal                           | 42° 34′ 20″ N, 1° 29′ 03″ E / 42.57218°N,1.48406°E   | 56    | Església de Sant Andreu d'Arinsal · Vegeu més fotos d'aquest monument · Carregueu una nova foto d'aquest monument       |
| Església de Sant Climent de Pal         | BIC       | romànic / arquitectura popular d'època barroca | segles xi i xii / segles XVII-XVIII | La Massana c. de Sant Climent, Pal           | 42° 32′ 46″ N, 1° 28′ 31″ E / 42.545984°N,1.475185°E | 25    | Església de Sant Climent de Pal · Vegeu més fotos d'aquest monument · Carregueu una nova foto d'aquest monument         |
| Església de Sant Cristòfol d'Anyós      | BIC       | romànic                                        | segle XII                           | La Massana ctra. de sant Cristòfol, Anyós    | 42° 32′ 06″ N, 1° 31′ 28″ E / 42.53499°N,1.52443°E   | 59    | Església de Sant Cristòfol d'Anyós · Vegeu més fotos d'aquest monument · Carregueu una nova foto d'aquest monument      |
| Església de Sant Ermengol de l'Aldosa   | BIC       | arquitectura popular d'època barroca           | segles XVII-XVIII                   | La Massana pl. del Poble, l'Aldosa           | 42° 32′ 37″ N, 1° 31′ 21″ E / 42.543526°N,1.522495°E | 58    | Església de Sant Ermengol de l'Aldosa · Vegeu més fotos d'aquest monument · Carregueu una nova foto d'aquest monument   |
| Església de Sant Iscle i Santa Victòria | BIC       | arquitectura popular d'època barroca           | segle XVII                          | La Massana pl. del Poble                     | 42° 32′ 42″ N, 1° 30′ 50″ E / 42.545018°N,1.51395°E  | 55    | Església de Sant Iscle i Santa Victòria · Vegeu més fotos d'aquest monument · Carregueu una nova foto d'aquest monument |
| Església de Sant Joan de Sispony        | BIC       | arquitectura popular d'època barroca           | segle XVII                          | La Massana pl. de Sant Joan, Sispony         | 42° 32′ 01″ N, 1° 30′ 58″ E / 42.53361°N,1.51613°E   | 60    | Església de Sant Joan de Sispony · Vegeu més fotos d'aquest monument · Carregueu una nova foto d'aquest monument        |
| Església de Sant Romà d'Erts            | BIC       | arquitectura popular d'època barroca           | segle XVIII                         | La Massana ctra. d'Arinsal, Erts             | 42° 33′ 42″ N, 1° 29′ 48″ E / 42.56171°N,1.49670°E   | 57    | Església de Sant Romà d'Erts · Vegeu més fotos d'aquest monument · Carregueu una nova foto d'aquest monument            |
| Farga Rossell                           | BIC       | arquitectura popular                           | segle XIX                           | La Massana av. del Través (ctra. a Ordino)   | 42° 32′ 46″ N, 1° 31′ 16″ E / 42.546182°N,1.521038°E | 133   | Farga Rossell · Vegeu més fotos d'aquest monument · Carregueu una nova foto d'aquest monument                           |
| Pont de Sant Antoni de la Grella        | BIC       | arquitectura popular                           | desconeguda                         | La Massana carretera general 3               | 42° 31′ 32″ N, 1° 31′ 16″ E / 42.525425°N,1.521011°E | 61    | Pont de Sant Antoni de la Grella · Vegeu més fotos d'aquest monument · Carregueu una nova foto d'aquest monument        |
| Casa del Quart d'Anyós                  | BI        | arquitectura de granit                         | 1950                                | La Massana Carretera d'Anyós, s/n, Anyós     | 42° 32′ 04″ N, 1° 31′ 26″ E / 42.534469°N,1.523910°E | 91    | Casa del Quart d'Anyós · Vegeu més fotos d'aquest monument · Carregueu una nova foto d'aquest monument                  |
| Escoles de la Massana                   | BI        | arquitectura de granit                         | 1963                                | La Massana c. de les escoles                 | 42° 32′ 41″ N, 1° 30′ 50″ E / 42.544782°N,1.513865°E | 93    | Escoles de la Massana · Vegeu més fotos d'aquest monument · Carregueu una nova foto d'aquest monument                   |
| Hostal Palanques                        | BI        | arquitectura de granit                         | 1933-1935                           | La Massana avinguda Sant Antoni, 16          | 42° 32′ 45″ N, 1° 30′ 52″ E / 42.545722°N,1.514387°E | 89    | Hostal Palanques · Vegeu més fotos d'aquest monument · Carregueu una nova foto d'aquest monument                        |
| Pont d'Anyós                            | BI        | arquitectura de granit                         | 1952                                | La Massana Carretera d'Anyós, s/n, Anyós     | 42° 32′ 06″ N, 1° 31′ 19″ E / 42.534913°N,1.521823°E | 92    | Pont d'Anyós · Vegeu més fotos d'aquest monument · Carregueu una nova foto d'aquest monument                            |
| Quart de Sispony                        | BI        | arquitectura de granit                         | 1947                                | La Massana Avinguda de les Comes, 5, Sispony | 42° 32′ 00″ N, 1° 30′ 59″ E / 42.533208°N,1.516333°E | 90    | Quart de Sispony · Vegeu més fotos d'aquest monument · Carregueu una nova foto d'aquest monument                        |

## Andorra la Vella
| Monument                                   | Protecció | Estil                            | Època                                         | Localització                                           | Coordenades                                          | Codi? | Imatge |
| ------------------------------------------ | --------- | -------------------------------- | --------------------------------------------- | ------------------------------------------------------ | ---------------------------------------------------- | ----- | --- |
| Casa de la Vall                            | BIC       | arquitectura popular             | 1580                                          | Andorra la Vella c. de la Vall                         | 42° 30′ 24″ N, 1° 31′ 14″ E / 42.50665°N,1.52069°E   | 65    | Casa de la Vall · Vegeu més fotos d'aquest monument · Carregueu una nova foto d'aquest monument                       |
| Església de Sant Andreu                    | BIC       | romànic                          | segles xi i xii                               | Andorra la Vella c. de Sant Andreu                     | 42° 30′ 37″ N, 1° 31′ 51″ E / 42.51030°N,1.53073°E   | 63    | Església de Sant Andreu · Vegeu més fotos d'aquest monument · Carregueu una nova foto d'aquest monument               |
| Església de Sant Esteve                    | BIC       | romànic / arquitectura de granit | segles xi i xii, segle XX                     | Andorra la Vella pl. del Príncep Benlloch              | 42° 30′ 26″ N, 1° 31′ 18″ E / 42.50722°N,1.52167°E   | 62    | Església de Sant Esteve · Vegeu més fotos d'aquest monument · Carregueu una nova foto d'aquest monument               |
| Església de Santa Coloma                   | BIC       | preromànic / romànic             | segles IX-XII                                 | Andorra la Vella c. Major, Santa Coloma                | 42° 29′ 39″ N, 1° 29′ 51″ E / 42.49417°N,1.49756°E   | 22    | Església de Santa Coloma · Vegeu més fotos d'aquest monument · Carregueu una nova foto d'aquest monument              |
| Pintures murals romàniques de Santa Coloma | BIC       | romànic                          | segle XII                                     | Andorra la Vella                                       | 42° 29′ 39″ N, 1° 29′ 51″ E / 42.49417°N,1.49756°E   | 140   | Pintures murals romàniques de Santa Coloma · Carregueu una nova foto d'aquest monument                                |
| Pont de la Margineda                       | BIC       | arquitectura popular             | segles XIV-XV                                 | Andorra la Vella carretera general 1, Santa Coloma     | 42° 29′ 03″ N, 1° 29′ 31″ E / 42.484167°N,1.491944°E | 64    | Pont de la Margineda · Vegeu més fotos d'aquest monument · Carregueu una nova foto d'aquest monument                  |
| Roureda de la Margineda                    | BIC       | hàbitat                          | Edat del bronze i edat mitjana                | Andorra la Vella Urbanització del Malreu, Santa Coloma | 42° 29′ 26″ N, 1° 29′ 36″ E / 42.490682°N,1.493470°E | 144   | Carregueu una nova foto d'aquest monument                                                                             |
| Zona arqueològica del Roc d'Enclar         | BIC       | poblat, castell, església        | Bronze antic (1800-1500 aC) fins al segle xix | Andorra la Vella Urbanització del Malreu, Santa Coloma | 42° 29′ 45″ N, 1° 29′ 37″ E / 42.495717°N,1.493726°E | 134   | Carregueu una nova foto d'aquest monument                                                                             |
| Antiga Clínica Vilanova                    | BI        | arquitectura de granit           | 1938-1948                                     | Andorra la Vella pl. del Príncep Benlloch, 2           | 42° 30′ 27″ N, 1° 31′ 20″ E / 42.507465°N,1.522264°E | 99    | Antiga Clínica Vilanova · Vegeu més fotos d'aquest monument · Carregueu una nova foto d'aquest monument               |
| Antiga Vegueria Francesa, Casa Nyerro      | BI        | arquitectura de granit           | 1941                                          | Andorra la Vella avinguda Meritxell, 15                | 42° 30′ 28″ N, 1° 31′ 27″ E / 42.507892°N,1.524034°E | 97    | Antiga Vegueria Francesa, Casa Nyerro · Vegeu més fotos d'aquest monument · Carregueu una nova foto d'aquest monument |
| Cal Closca                                 | BI        | arquitectura popular             | Segle XVIII                                   | Andorra la Vella C. del Pui, 7                         | 42° 30′ 23″ N, 1° 31′ 08″ E / 42.506433°N,1.519005°E | 174   | Cal Closca · Vegeu més fotos d'aquest monument · Carregueu una nova foto d'aquest monument                            |
| Casa dels Russos                           | BI        | modernista                       | 1916                                          | Andorra la Vella La Margineda, Santa Coloma            | 42° 29′ 34″ N, 1° 29′ 36″ E / 42.492642°N,1.493299°E | 94    | Casa dels Russos · Vegeu més fotos d'aquest monument · Carregueu una nova foto d'aquest monument                      |
| Casa Farràs                                | BI        | moviment modern                  | 1952-1956                                     | Andorra la Vella Av. Meritxell, 69                     | 42° 30′ 32″ N, 1° 31′ 44″ E / 42.509014°N,1.528839°E | 100   | Casa Farràs · Carregueu una nova foto d'aquest monument                                                               |
| Casa Felipó                                | BI        | arquitectura de granit           | 1948                                          | Andorra la Vella Av. Meritxell, 9                      | 42° 30′ 29″ N, 1° 31′ 25″ E / 42.507942°N,1.523498°E | 98    | Casa Felipó · Carregueu una nova foto d'aquest monument                                                               |
| Casa Massip-Dolsa                          | BI        | arquitectura de granit           | 1948                                          | Andorra la Vella Av. Meritxell, 22                     | 42° 30′ 28″ N, 1° 31′ 27″ E / 42.507678°N,1.524231°E | 95    | Casa Massip-Dolsa · Vegeu més fotos d'aquest monument · Carregueu una nova foto d'aquest monument                     |
| Escoles d'Andorra la Vella                 | BI        | arquitectura de granit           | 1962-1965                                     | Andorra la Vella c. Ciutat de Valls                    | 42° 30′ 21″ N, 1° 30′ 54″ E / 42.505873°N,1.515084°E | 101   | Vegeu més fotos d'aquest monument · Carregueu una nova foto d'aquest monument                                         |
| Font de la plaça d'Andorra                 | BI        | arquitectura de granit           | Segle XX                                      | Andorra la Vella c. de la Vall, s/n                    | 42° 30′ 25″ N, 1° 31′ 16″ E / 42.506853°N,1.520982°E | 102   | Font de la plaça d'Andorra · Vegeu més fotos d'aquest monument · Carregueu una nova foto d'aquest monument            |
| Antic Hotel Bellavista, Casa Cassany       | BI        | arquitectura de granit           | 1938-1940                                     | Andorra la Vella Av. Meritxell, 26                     | 42° 30′ 28″ N, 1° 31′ 28″ E / 42.507761°N,1.524534°E | 96    | Antic Hotel Bellavista, Casa Cassany · Vegeu més fotos d'aquest monument · Carregueu una nova foto d'aquest monument  |

## Sant Julià de Lòria
| Monument                                     | Protecció | Estil                                            | Època                              | Localització                                           | Coordenades                                          | Codi? | Imatge |
| -------------------------------------------- | --------- | ------------------------------------------------ | ---------------------------------- | ------------------------------------------------------ | ---------------------------------------------------- | ----- | --- |
| Balma de la Margineda                        | BIC       | balma, hàbitat a l'aire lliure                   | Epipaleotític-mesolític-neolític   | Sant Julià de Lòria                                    |                                                      | 135   | Carregueu una nova foto d'aquest monument                                                                                    |
| Església de Sant Esteve de Bixessarri        | BIC       | arquitectura popular d'època barroca             | 1701                               | Sant Julià de Lòria ctra. de Bixessarri                | 42° 28′ 57″ N, 1° 27′ 32″ E / 42.48249°N,1.45875°E   | 66    | Església de Sant Esteve de Bixessarri · Vegeu més fotos d'aquest monument · Carregueu una nova foto d'aquest monument        |
| Església de Sant Julià i Sant Germà de Lòria | BIC       | romànic / arq. relig. d'èp.barroca / arq. granit | segle xii / segle xviii / segle XX | Sant Julià de Lòria av. Verge de Canòlic, 30           | 42° 27′ 50″ N, 1° 29′ 28″ E / 42.463817°N,1.490985°E | 26    | Església de Sant Julià i Sant Germà de Lòria · Vegeu més fotos d'aquest monument · Carregueu una nova foto d'aquest monument |
| Església de Sant Martí de Nagol              | BIC       | romànic                                          | segle XI                           | Sant Julià de Lòria                                    | 42° 28′ 30″ N, 1° 29′ 36″ E / 42.474926°N,1.493469°E | 70    | Església de Sant Martí de Nagol · Vegeu més fotos d'aquest monument · Carregueu una nova foto d'aquest monument              |
| Església de Sant Miquel de Fontaneda         | BIC       | romànic                                          | segles xi i xii                    | Sant Julià de Lòria Fontaneda                          | 42° 27′ 16″ N, 1° 27′ 49″ E / 42.45432°N,1.46351°E   | 68    | Església de Sant Miquel de Fontaneda · Vegeu més fotos d'aquest monument · Carregueu una nova foto d'aquest monument         |
| Església de Sant Pere d'Aixirivall           | BIC       | arquitectura popular d'època barroca             | 1603                               | Sant Julià de Lòria Aixirivall                         | 42° 27′ 46″ N, 1° 30′ 07″ E / 42.46278°N,1.50194°E   | 71    | Església de Sant Pere d'Aixirivall · Vegeu més fotos d'aquest monument · Carregueu una nova foto d'aquest monument           |
| Església de Sant Romà d'Aubinyà              | BIC       | arquitectura popular d'època barroca             | segle XVII                         | Sant Julià de Lòria Aubinyà                            | 42° 27′ 12″ N, 1° 29′ 47″ E / 42.453254°N,1.496445°E | 72    | Església de Sant Romà d'Aubinyà · Vegeu més fotos d'aquest monument · Carregueu una nova foto d'aquest monument              |
| Església de Sant Serni de Nagol              | BIC       | romànic                                          | segle XI                           | Sant Julià de Lòria carretera de Certers               | 42° 28′ 10″ N, 1° 30′ 03″ E / 42.46955°N,1.50092°E   | 69    | Església de Sant Serni de Nagol · Vegeu més fotos d'aquest monument · Carregueu una nova foto d'aquest monument              |
| Santuari de la Mare de Déu de Canòlic        | BIC       | arquitectura popular d'època barroca             | segle XVII                         | Sant Julià de Lòria Canòlic                            | 42° 28′ 28″ N, 1° 27′ 07″ E / 42.474476°N,1.451924°E | 67    | Santuari de la Mare de Déu de Canòlic · Vegeu més fotos d'aquest monument · Carregueu una nova foto d'aquest monument        |
| Casa Balletbó                                | BI        | arquitectura de granit                           | 1950                               | Sant Julià de Lòria avinguda Verge de Canòlic, 78      | 42° 28′ 07″ N, 1° 29′ 36″ E / 42.468639°N,1.493424°E | 104   | Casa Balletbó · Vegeu més fotos d'aquest monument · Carregueu una nova foto d'aquest monument                                |
| Casa Bonet                                   | BI        | arquitectura de granit                           | 1947-1949                          | Sant Julià de Lòria avinguda Verge de Canòlic, 80      | 42° 28′ 07″ N, 1° 29′ 36″ E / 42.468648°N,1.493388°E | 103   | Casa Bonet · Vegeu més fotos d'aquest monument · Carregueu una nova foto d'aquest monument                                   |
| Casa Ivo                                     | BI        | arquitectura de granit                           | 1943                               | Sant Julià de Lòria Av. Verge Canòlic, 47              | 42° 27′ 57″ N, 1° 29′ 30″ E / 42.465908°N,1.491663°E | 142   | Casa Ivo · Vegeu més fotos d'aquest monument · Carregueu una nova foto d'aquest monument                                     |
| Escoles de Sant Julià de Lòria               | BI        | arquitectura de granit                           | 1963                               | Sant Julià de Lòria Carrer de les Escoles, s/n         | 42° 27′ 33″ N, 1° 28′ 22″ E / 42.459084°N,1.472735°E | 106   | Escoles de Sant Julià de Lòria · Vegeu més fotos d'aquest monument · Carregueu una nova foto d'aquest monument               |
| Pont nou de la Margineda                     | BI        | arquitectura de granit                           | Anys 1930                          | Sant Julià de Lòria Carretera General, 1, la Margineda | 42° 29′ 01″ N, 1° 29′ 25″ E / 42.483483°N,1.490179°E | 105   | Pont nou de la Margineda · Vegeu més fotos d'aquest monument · Carregueu una nova foto d'aquest monument                     |

## Escaldes-Engordany
| Monument                                               | Protecció | Estil                                         | Època                     | Localització                                             | Coordenades                                          | Codi? | Imatge |
| ------------------------------------------------------ | --------- | --------------------------------------------- | ------------------------- | -------------------------------------------------------- | ---------------------------------------------------- | ----- | --- |
| Església de Sant Miquel d'Engolasters                  | BIC       | romànic                                       | segles xi i xii           | Escaldes-Engordany Engolasters                           | 42° 30′ 41″ N, 1° 33′ 37″ E / 42.51139°N,1.56038°E   | 27    | Església de Sant Miquel d'Engolasters · Vegeu més fotos d'aquest monument · Carregueu una nova foto d'aquest monument                  |
| Església de Sant Pere Màrtir, Escaldes-Engordany.      | BIC       | arquitectura de granit                        | 1956-1981                 | Escaldes-Engordany av. Carlemany                         | 42° 30′ 32″ N, 1° 32′ 30″ E / 42.50888°N,1.54165°E   | 73    | Església de Sant Pere Màrtir, Escaldes-Engordany. · Vegeu més fotos d'aquest monument · Carregueu una nova foto d'aquest monument      |
| Església de Sant Romà dels Vilars                      | BIC       | preromànic                                    | segle X                   | Escaldes-Engordany els Vilars                            | 42° 30′ 53″ N, 1° 32′ 05″ E / 42.51485°N,1.53471°E   | 74    | Església de Sant Romà dels Vilars · Vegeu més fotos d'aquest monument · Carregueu una nova foto d'aquest monument                      |
| Farga d'Andorra                                        | BIC       | farga                                         | Segle XVIII               | Escaldes-Engordany vall del Madriu                       | 42° 29′ 22″ N, 1° 36′ 27″ E / 42.489400°N,1.607381°E | 137   | Carregueu una nova foto d'aquest monument                                                                                              |
| Gravats de Cal Diumenge                                | BIC       | gravats rupestres                             |                           | Escaldes-Engordany                                       |                                                      | 136   | Carregueu una nova foto d'aquest monument                                                                                              |
| Pont d'Engordany                                       | BIC       | arquitectura popular                          | 1785                      | Escaldes-Engordany c. d'Engordany                        | 42° 30′ 33″ N, 1° 32′ 33″ E / 42.509188°N,1.542629°E | 77    | Pont d'Engordany · Vegeu més fotos d'aquest monument · Carregueu una nova foto d'aquest monument                                       |
| Pont de la Tosca                                       | BIC       | arquitectura popular                          | 1820                      | Escaldes-Engordany camí d'Engolasters                    | 42° 30′ 33″ N, 1° 32′ 44″ E / 42.509244°N,1.545474°E | 75    | Pont de la Tosca · Vegeu més fotos d'aquest monument · Carregueu una nova foto d'aquest monument                                       |
| Pont dels Escalls                                      | BIC       | arquitectura popular                          | desconeguda               | Escaldes-Engordany c. dels Escalls                       | 42° 30′ 48″ N, 1° 32′ 05″ E / 42.513317°N,1.534801°E | 76    | Pont dels Escalls · Vegeu més fotos d'aquest monument · Carregueu una nova foto d'aquest monument                                      |
| Pont Pla                                               | BIC       | arquitectura popular                          | segle XVIII               | Escaldes-Engordany carretera general 3                   | 42° 31′ 03″ N, 1° 31′ 35″ E / 42.517386°N,1.526292°E | 78    | Pont Pla · Vegeu més fotos d'aquest monument · Carregueu una nova foto d'aquest monument                                               |
| Jaciment de Sant Jaume d'Engordany                     | BIC       | Romànic, arquitectura popular d'època barroca | Segle II aC - segle XX dC | Escaldes-Engordany                                       | 42° 30′ 47″ N, 1° 32′ 24″ E / 42.513057°N,1.539916°E | 138   | Carregueu una nova foto d'aquest monument                                                                                              |
| Antiga fàbrica de pells                                | BI        | arquitectura de granit                        | 1946-1947                 | Escaldes-Engordany Av. Miquel i Mateu, s/n               | 42° 30′ 39″ N, 1° 32′ 47″ E / 42.510870°N,1.546317°E | 116   | Antiga fàbrica de pells · Vegeu més fotos d'aquest monument · Carregueu una nova foto d'aquest monument                                |
| Cal Ribot                                              | BI        | arquitectura popular                          | segles XV-XVIII           | Escaldes-Engordany Avinguda del Pessebre, s/n. Engordany | 42° 30′ 46″ N, 1° 32′ 17″ E / 42.512810°N,1.538129°E | 166   | Cal Ribot · Vegeu més fotos d'aquest monument · Carregueu una nova foto d'aquest monument                                              |
| Casa Duró                                              | BI        | arquitectura de granit                        | 1954-1954                 | Escaldes-Engordany Av. Carlemany, 91                     | 42° 30′ 31″ N, 1° 32′ 14″ E / 42.508573°N,1.537187°E | 114   | Casa Duró · Vegeu més fotos d'aquest monument · Carregueu una nova foto d'aquest monument                                              |
| Casa Lacruz                                            | BI        | arquitectura de granit                        | 1940                      | Escaldes-Engordany Av. Carlemany, 61                     | 42° 30′ 31″ N, 1° 32′ 23″ E / 42.508582°N,1.539802°E | 107   | Casa Lacruz · Vegeu més fotos d'aquest monument · Carregueu una nova foto d'aquest monument                                            |
| Casa Palmitjavila                                      | BI        | arquitectura de granit                        | 1953-1956                 | Escaldes-Engordany Av. Carlemany, 79                     | 42° 30′ 31″ N, 1° 32′ 17″ E / 42.508589°N,1.538172°E | 118   | Casa Palmitjavila · Vegeu més fotos d'aquest monument · Carregueu una nova foto d'aquest monument                                      |
| Casa Vidal                                             | BI        | arquitectura de granit                        | 1946                      | Escaldes-Engordany Av. Carlemany, 59                     | 42° 30′ 31″ N, 1° 32′ 24″ E / 42.508654°N,1.540052°E | 113   | Casa Vidal · Vegeu més fotos d'aquest monument · Carregueu una nova foto d'aquest monument                                             |
| Casa Xurrina                                           | BI        | arquitectura de granit                        | 1948                      | Escaldes-Engordany c. d'Engordany, 15                    | 42° 30′ 35″ N, 1° 32′ 32″ E / 42.509824°N,1.542255°E | 112   | Casa Xurrina · Vegeu més fotos d'aquest monument · Carregueu una nova foto d'aquest monument                                           |
| Col·legi Sagrada Família                               | BI        | arquitectura de granit                        | 1962-1965                 | Escaldes-Engordany Av. de les Escoles, 27                | 42° 30′ 39″ N, 1° 32′ 26″ E / 42.510713°N,1.540650°E | 119   | Col·legi Sagrada Família · Vegeu més fotos d'aquest monument · Carregueu una nova foto d'aquest monument                               |
| Font de l'avinguda de les Escoles                      | BI        | arquitectura de granit                        | 1954                      | Escaldes-Engordany Avinguda de les Escoles               | 42° 30′ 32″ N, 1° 32′ 27″ E / 42.508770°N,1.540809°E | 123   | Font de l'avinguda de les Escoles · Vegeu més fotos d'aquest monument · Carregueu una nova foto d'aquest monument                      |
| Font de la plaça Creu Blanca                           | BI        | arquitectura de granit                        | 1954                      | Escaldes-Engordany Plaça de l'Esbart Santa Anna          | 42° 30′ 39″ N, 1° 32′ 31″ E / 42.510939°N,1.542083°E | 121   | Font de la plaça Creu Blanca · Vegeu més fotos d'aquest monument · Carregueu una nova foto d'aquest monument                           |
| Font de la plaça Santa Anna                            | BI        | arquitectura de granit                        | 1951                      | Escaldes-Engordany Plaça Santa Anna                      | 42° 30′ 33″ N, 1° 32′ 34″ E / 42.509138°N,1.542685°E | 122   | Font de la plaça Santa Anna · Vegeu més fotos d'aquest monument · Carregueu una nova foto d'aquest monument                            |
| Galeries Cristall                                      | BI        | arquitectura de granit                        | 1949-1951                 | Escaldes-Engordany Av. Carlemany, 38                     | 42° 30′ 32″ N, 1° 32′ 24″ E / 42.508800°N,1.539994°E | 115   | Galeries Cristall · Vegeu més fotos d'aquest monument · Carregueu una nova foto d'aquest monument                                      |
| Garatge i cinema Valira                                | BI        | arquitectura de granit                        | 1932-1933                 | Escaldes-Engordany avinguda Carlemany, 30. Escaldes      | 42° 30′ 32″ N, 1° 32′ 28″ E / 42.508897°N,1.540990°E | 110   | Garatge i cinema Valira · Vegeu més fotos d'aquest monument · Carregueu una nova foto d'aquest monument                                |
| Hotel Carlemany                                        | BI        | arquitectura de granit                        | 1948                      | Escaldes-Engordany Av. Carlemany, 4                      | 42° 30′ 34″ N, 1° 32′ 41″ E / 42.509346°N,1.544585°E | 109   | Hotel Carlemany · Vegeu més fotos d'aquest monument · Carregueu una nova foto d'aquest monument                                        |
| Hotel Valira                                           | BI        | arquitectura de granit                        | 1933-1934                 | Escaldes-Engordany avinguda Carlemany, 37. Escaldes      | 42° 30′ 32″ N, 1° 32′ 32″ E / 42.508770°N,1.542099°E | 108   | Hotel Valira · Vegeu més fotos d'aquest monument · Carregueu una nova foto d'aquest monument                                           |
| Pont de Sassanat                                       | BI        | arquitectura de granit                        | 1942-1944                 | Escaldes-Engordany Vall del Madriu / Sassanat            | 42° 30′ 03″ N, 1° 33′ 14″ E / 42.5008°N,1.554°E      | 111   | Pont de Sassanat · Vegeu més fotos d'aquest monument · Carregueu una nova foto d'aquest monument                                       |
| Presa i caseta del guarda de Ràmio                     | BI        | arquitectura de granit                        | Anys 1940                 | Escaldes-Engordany Vall del Madriu / Ràmio               | 42° 29′ 49″ N, 1° 34′ 36″ E / 42.496888°N,1.576673°E | 120   | Presa i caseta del guarda de Ràmio · Vegeu més fotos d'aquest monument · Carregueu una nova foto d'aquest monument                     |
| Terminal del funicular d'Engolasters i casa del guarda | BI        | arquitectura de granit                        | 1931-1934                 | Escaldes-Engordany Engolasters                           | 42° 31′ 01″ N, 1° 33′ 56″ E / 42.516982°N,1.565526°E | 117   | Terminal del funicular d'Engolasters i casa del guarda · Vegeu més fotos d'aquest monument · Carregueu una nova foto d'aquest monument |